# Suzana Dinić
Suzana Dinić srbskou cyrilicí Сузана Динић (* 1. června 1986 Zaječar, SR Srbsko, Socialistická federativní republika Jugoslávie, dnes Srbsko) je srbská zpěvačka, klavíristka a členka dívčí hudební skupiny Beauty Queens.

## Biografie
Suzana Dinić se narodila 1. června 1986. Ve věku 16 let se zapsala na Fakultu múzických umění ve městě Zaječar a studoval hru na klavír. Na svém prvním sólovém koncertě vystoupila, když jí bylo 10. Při koncertě na Ukrajině ji doprovázel Lavovski filharmonický orchestr. Získala řadu ocenění na národní i mezinárodní půdě pěveckých soutěží. Od roku 2003 zpívala ve sboru Collegium Musicum pod taktovkou Darinka Matice Marovice.
V roce 2012 se zúčastnila běloruského hudebního festivalu Slovanský bazar, který se koná každoročně ve Vitebsku, kde reprezentovala Srbsko. První večer soutěžní večer festivalu získala 82 bodů a druhý den získala 94 bodů. Celkem tedy za 2 dny získala 176 bodů, což stačilo na 11. místo. Jedna z písní, se kterou vystoupila na festivale, nesla jméno "Nudim Ti Srce Svoje". S touto písní se také zúčastnila srbského národního kola Beovizija 2007, ale do finále soutěže se nekvalifikovala.

## Diskografie

### S Beauty Queens

#### Alba
| - 2008: U pripremi | - 2011: Ne Mogu Te Naći |

#### Singly
| - 2007: "Rukoilen" – "Molitva" ve finštině - 2007: "Pet na jedan"(Pět na prvou) – festival Budva 2007 - 2007: "Protiv srca" (Proti srdci) – Ohridski festival 2007 - 2008: "Zavet" (Záruka) – Beovizija 2008 | - 2008: "Ti ili on" (Vy nebo on) – Sunčane skale 2008 - 2009: "Afrodizijak" (Afrodiziakum) - 2009: "Superstar" (feat. Oskar & Dordje Marjanović) – Beovizija 2009 - 2010: "Dve iste" – Sunčane skale 2010 |